# Hank Roberts
Hank Roberts (24 de marzo de 1954, en Terre Haute, Indiana) es un violonchelista y cantante estadounidense de jazz contemporáneo. Toca el chelo eléctrico, y su estilo mezcla rock, jazz, vanguardia, folk e influencias clásicas. Emergió en la escena de jazz de nueva York a mediados de los años 1980.

## Historial
En los primeros años 1980, realizó una serie de grabaciones para el sello JMT, fue miembro del cuarteto de Bill Frisell, y colaboró en diversos proyectos con el saxofonista Tim Berne.  Grabó tres discos con el Arcado String Trio, un grupo de cámara experimental, integrado por Roberts, Mark Feldman, violín, y Mark Dresser, contrabajo.  A comienzos de los años 1990, dejó el grupo de Frisell y comentó a actuar en solitario.  Roberts continuó editando discos, aunque esporádicamente, incluido uno con el grupo folk, Ti Ti Chickapea.  en 2008 Roberts volovió a realizar giras con asiduidad, publicando el álbum Green (con Jim Black y Marc Ducret) en el nuevo sello Winter and Winter. En diciembre de 2011, Winter and Winter editó otro disco de Roberts, Everything is Alive, además de reeditar todo el catálogo en JMT.

## Discografía seleccionada

### Como líder
1987 Black Pastels

1990 Birds of Prey

1992 Little Motor People

1997 22 Years from Now

1997 I'll Always Remember

2002 The Truth and Reconciliation Show

2008 Green

2011 Everything Is Alive

### Con el Arcado String Trio
1989 Arcado 

1990 Behind the Myth 

1991 For Three Strings and Orchestra

### Con Miniature
1989 Miniature

1992 I Can't Put My Finger on It

### ConBill Frisell
1987 Lookout for Hope

1989 Before We Were Born

1991 Where in the World

2004 Unspeakable

2005 Richter 858

2008 History/Mystery

2009 Disfarmer 

2010 Signs of Life

### ConTim Berne
1986 Fulton St. Maul

1988 Sanctified Dreams

1989 Fractured Fairy Tales

1992 Cause and Reflect (dúo)

1993 Diminutive Mysteries